# Rhegmatophila osmana
Rhegmatophila osmana är en fjärilsart som beskrevs av Friedel 1967. Rhegmatophila osmana ingår i släktet Rhegmatophila och familjen tandspinnare. Inga underarter finns listade.